# El día que me quieras (película de 1986)
El día que me quieras es una película estrenada en 1986, coproducción de Argentina, Colombia, Estados Unidos y Venezuela filmada en colores dirigida por Sergio Dow sobre su propio guion escrito en colaboración con José Ignacio Cabrujas y Olinto Taverna según la pieza teatral homónima de Cabrujas, que tuvo como actores principales a Fausto Verdial, María Eugenia Dávila, Claudio Bergé, Graciela Dufau y Ulises Dumont.
La película fue filmada en Popayán, Colombia y la obra teatral de José Ignacio Cabrujas (1937-1995) fue estrenada en 1979.

## Sinopsis
En 1935, con el telón de fondo de un Gardel que llega a Caracas para promocionar su filme "El día que me quieras" en momentos en que tambalea el régimen dictatorial de Juan Vicente Gómez, las vicisitudes de una vieja pareja de novios.

## Reparto
| Actor                  | Personaje           |
| ---------------------- | ------------------- |
| Fausto Verdial         | Pío Miranda         |
| María Eugenia Dávila   | María Luisa Ancízar |
| Claudio Bergé          | Carlos Gardel       |
| Graciela Dufau         | Elvira Ancízar      |
| Ulises Dumont          | Plácido Ancízar     |
| Juan Leyrado           | Alfredo Le Pera     |
| Omar Sánchez           | Señor Pimentel      |
| Adriana Herrán         | Matilde Ancizar     |
| Pedro Alcántara        | Tobias, el obrero   |
| Daniel Vejarano Varona | Juan Vicente Gómez  |

## Comentarios
El crítico Jorge Ruffinelli opina:

“El acierto de Dow consistió en evitar un estilo realista. O en mezclar la realidad con su parodia…Si tenía que ver con un ser "fabuloso" como Gardel…ese mismo aura debía rodear al personaje incluyéndole una dosis de humor. No debía ser del todo paródico ni satírico, pero sí manejarse en los bordes de una caracterización algo excéntrica. De ahí que---Gardel habla siempre con una retórica más florida e “imaginativa”…la historia no trata de Gardel sino, ante todo, de la atmósfera política de la época encarnada en una pareja madura de novios, María Luisa y Pío. Mientras este se arriesga arrojando volantes contra la dictadura…María Luisa sueña con irse juntos a vivir en un koljós en Ucrania…La película de Dow tiene el suave encanto de una obra pequeña que no se presume espectacular aunque incluya artistas y “espectáculos”. Una obra que no preconiza el “compromiso político”…una obra que, con igual levedad, acepta reírse de sí misma…Tomada como una visión realista, la película sería absurda, vista como una sátira sobre las conductas y valores latinoamericanos, la película se justifica por su mordiente. Gardel sale bien parado, a su vez, porque usan su verdadera voz y sus canciones; su “representación” indica una vez más que nunca podrá ser sustituido o representado”

## Premios y nominaciones
10° Festival Internacional del Nuevo Cine Latinoamericano (La Habana - Cuba) 1988
- Ganadora del Premio Casa de las Américas

27° Festival Internacional de Cine de Cartagena (Colombia) 1987
- María Eugenia Dávila, ganadora del Premio Círculo Precolombino de Oro a la Mejor Actriz
- Sergio Dow, ganador del Premio Círculo Precolombino de Oro a la Mejor Opera Prima
- Edward Lachman, ganador del Premio Círculo Precolombino de Oro a la Mejor Fotografía.
- Miguel González , ganador del Premio Círculo Precolombino de Oro al Mejor Diseño de Producción.

Festival Internacional de Cine de Chicago 1998
- Sergio Dow nominado al Premio Hugo de Oro a la Mejor película.